# Paramexiweckelia ruffoi
Paramexiweckelia ruffoi är en kräftdjursart som beskrevs av John R. Holsinger 1993. Paramexiweckelia ruffoi ingår i släktet Paramexiweckelia och familjen Hadziidae. Inga underarter finns listade i Catalogue of Life.